# Museum of Consciousness
Albums de Shpongle
Ineffable Mysteries from Shpongleland
(2009)
Museum of Consciousness est le cinquième album studio de  Shpongle.
La pochette présente la particularité d'être en 3D.
L'album est disponible sur support physique CD et double vinyle ainsi qu'en format digital  : MP3, MP3HD, Apple Lossless et FLAC. Un premier titre Brain in a Fishtank a été dévoilé à l'avance pour les visiteurs du site officiel du groupe.

## Pistes
1. Brain in a Fishtank - 7:56
2. How the Jellyfish Jumped Up the Mountain - 10:26
3. Juggling Molecules - 9:17
4. The Aquatic Garden of Extra-Celestial Delights - 11:50
5. Further Adventures in Shpongleland - 6:20
6. The Epiphany of Mrs Kugla - 6:39
7. Tickling the Amygdala - 8:48

## Crédits
- Raja Ram
- Simon Posford